# El Tesoro, Chiapas
El Tesoro är en ort i Mexiko.   Den ligger i kommunen Tapachula och delstaten Chiapas, i den sydöstra delen av landet, 900 km sydost om huvudstaden Mexico City. El Tesoro ligger 323 meter över havet och antalet invånare är 117.
Terrängen runt El Tesoro är kuperad åt nordost, men åt sydväst är den platt. Runt El Tesoro är det tätbefolkat, med 397 invånare per kvadratkilometer. Närmaste större samhälle är Tapachula, 6,8 km sydväst om El Tesoro. I omgivningarna runt El Tesoro växer huvudsakligen savannskog.